# 高李麗珍
高李麗珍（1932年8月19日—），臺灣高雄人，許水露牧師之女，日本金城學院大學短期大學部外文系畢業。台灣基督長老教會前長老，台灣展翅協會榮譽理事長。1947年兄長許宗哲死於二二八事件。1950年隨傳教士Kirsten Hagen前往日本，就讀金城學院，1957年返台。1958年與高俊明牧師結婚，育有三名子女。1980年高俊明因為藏匿施明德遭到逮捕，高李麗珍代夫出征參加1983年中華民國立法委員選舉，以21票之差成為落選頭。1985年投入救援雛妓運動，之後於1994年正式創立終止童妓協會。

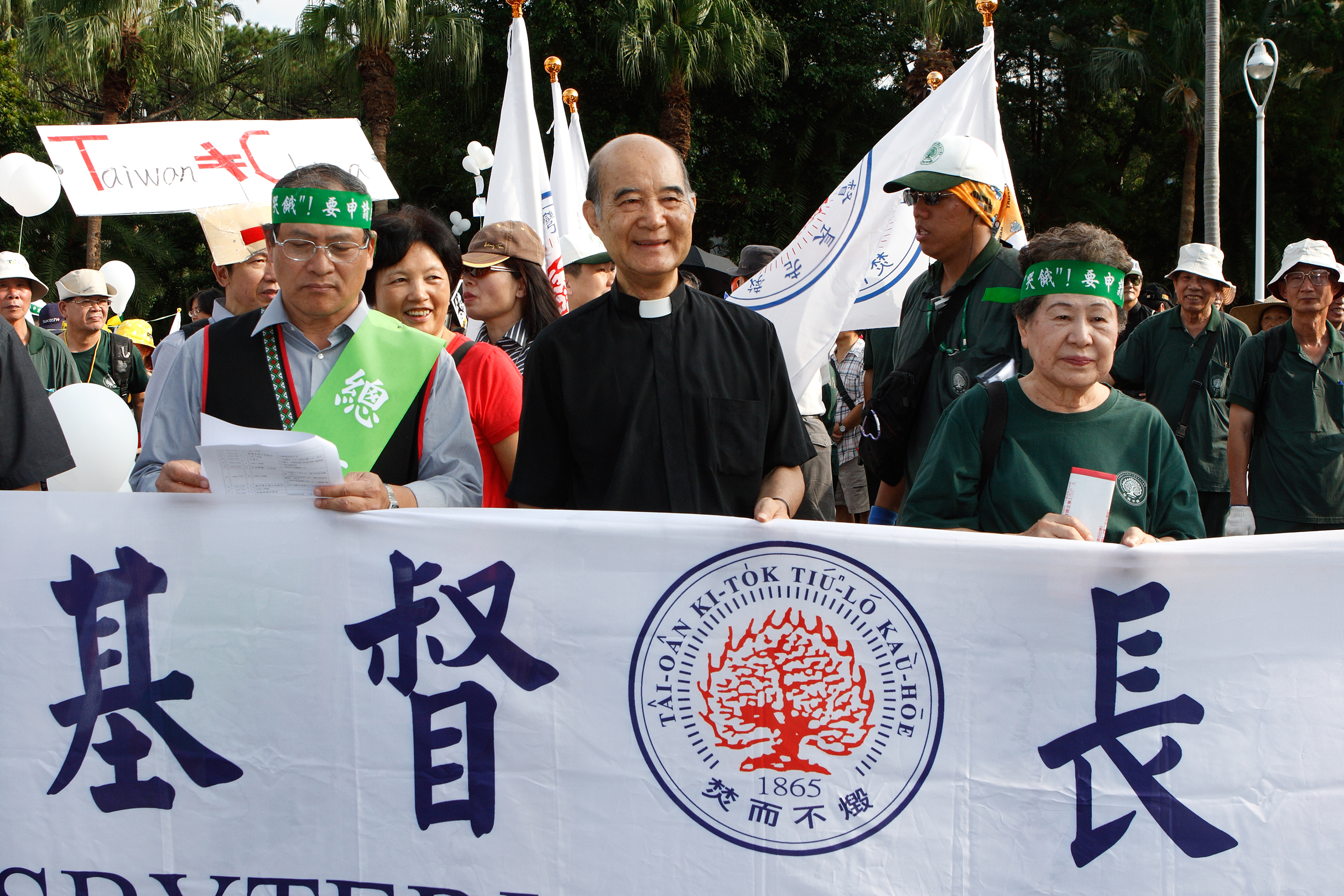
高俊明（中）與高李麗珍（右）參加1025反黑心顧臺灣大遊行

## 延伸閱讀
- 高李麗珍口述，謝大立採訪撰述. . 台灣神學院. 2010. ISBN 9789868678705.

## 外部連結
- 賴永祥長老史料庫-高李麗珍年表 （页面存档备份，存于）
- 台灣展翅協會-搶救眼淚的行動者 高李麗珍 （页面存档备份，存于）